# تپه مزار امام سجاد
تپه مزار امام سجاد مربوط به هزاره ۵ تا ۳ قبل از میلاد - آغاز ادبیات است و در شهرستان خرم‌آباد، بخش مرکزی، دهستان رباط نمکی، روستای چنار حمام واقع شده و این اثر در تاریخ ۲۸ اسفند ۱۳۸۵ با شمارهٔ ثبت ۱۸۸۳۹ به‌عنوان یکی از آثار ملی ایران به ثبت رسیده است.